# Yu Gyu-min
Yu Gyu-min (koreanisch 유규민; * 21. April 2001) ist ein südkoreanischer Leichtathlet, der sich auf den Dreisprung spezialisiert hat. Seinen größten Erfolg feierte er mit dem Gewinn der Bronzemedaille bei den Asienmeisterschaften 2025 in Gumi.

## Sportliche Laufbahn
Erste internationale Erfahrungen sammelte Yu Gyu-min im Jahr 2018, als er bei den Juniorenasienmeisterschaften in Gifu mit einer Weite von 15,56 m die Silbermedaille im Dreisprung gewann. 2023 gewann er dann bei den Hallenasienmeisterschaften in Astana mit 16,73 m die Bronzemedaille hinter dem Chinesen Fang Yaoqing und Praveen Chithravel aus Indien und wurde bei den Freiluftmeisterschaften in Bangkok mit 15,83 m Neunter. Im Oktober belegte er bei den Asienspielen in Hangzhou mit 16,28 m den fünften Platz und im Jahr darauf gelangte er bei den Hallenasienmeisterschaften in Teheran mit 15,64 m auf Rang sechs. 2025 gewann er bei den Asienmeisterschaften in Gumi mit 16,82 m die Bronzemedaille hinter dem Chinesen Zhu Yaming und Praveen Chithravel aus Indien.
In den Jahren 2019 und 2024 wurde Yu südkoreanischer Meister im Dreisprung.